# Émile de Borchgrave
Le baron Émile de Borchgrave, né à Gand le 27 décembre 1837 et mort à Bruxelles le 19 septembre 1917, est un juriste, historien et diplomate belge.

## Biographie
Il était le fils d'un avocat gantois, Yvon De Borchgrave. Il avait épousé à La Haye le 10 août 1865, Wilhelmine Slicher van Domburg, née le 2 septembre 1839 à Middelburg et morte le 23 avril 1871 à Saint-Josse-ten-Noode, faubourg de Bruxelles. Son père fut anobli en 1873 et lui reçu ensuite le titre de baron en 1896, transmissible par ordre de primogéniture mâle.
Après avoir décroché en 1861 son diplôme de docteur en droit à l'Université de Gand, il continua sa formation à Paris au collège de Vaugirard pour y faire sa philosophie. Il alla ensuite en Allemagne pour y étudier la littérature et la langue de ce pays et pour y compléter ses recherches historiques. Il réussit ensuite l'examen diplomatique et entra au ministère des Affaires étrangères de Belgique. Il se fit remarquer par le duc de Brabant, futur Léopold II qui lui dévoila ses projets de colonisation.
Il remplit plusieurs postes importants : en 1875, conseiller de légation à Berlin, en 1879, chargé d'affaires et consul général de Belgique à Belgrade, puis après un intermède en Belgique, il reçut un poste à Constantinople. Le sommet de sa carrière fut le poste de ministre de Belgique à Vienne où il resta seize ans. Il raconta son expérience de la carrière dans son livre Souvenirs diplomatiques de quarante ans, Bruxelles, 1908.

## Publications historiques
Il se consacra à des recherches historiques et bibliophiliques et publia plusieurs ouvrages et se fit également connaître dans diverses revues savantes. 
- Histoire des colonies belges qui s'établirent en Allemagne pendant les XIIe et XIIIe siècles, Bruxelles, 1865.
- Essai historique sur les colonies belges qui s'établirent en Hongrie et en Transylvanie pendant les XIe, XIIe et XIIIe siècles, Bruxelles, 1869.
- Histoire des rapports de droit public qui existèrent entre les provinces Belges et l’empire d’Allemagne depuis le démembrement de la monarchie carolingienne jusqu’à l’incorporation de la Belgique à la république Française, Brussel-Gent-Leipzig-Den Haag-Parijs, 1870. (Réédition aux AGR, Bruxelles, 2000).
- Les manuscrits flamands conservés à la Bibliothèque impériale de Paris, Gand, 1869.

## Distinctions
- Commandeur de l'ordre de Léopold en 1888 (Belgique) ;
- Grand-croix de l'ordre de la Couronne de fer en 1903 (Autriche) ;
- Commandeur de l'ordre de la Couronne de chêne en 1878 (Luxembourg).